# Margarita Wirsing Bordas
Margarita Wirsing Bordas (San Felíu de Guixols, Bajo Ampurdán, 22 de octubre de 1911-Barcelona, 3 de enero de 1995) fue la primera mujer que obtuvo la licenciatura de Ciencias Físico-Químicas en España.Se dedicó profesionalmente a la docencia, la gestión educativa, la colaboración periodística y la escritura.

## Biografía
Margarita Wirsing y Bordas era hija de Frederick Wirsing, nacido en Frankfurt del Main (Alemania), que se estableció en Sant Feliu en 1906 para trabajar en la industria del corcho, y de su esposa, Rosalia Bordas y Vicens, nacida en Portimão (Portugal), donde durante un tiempo residieron su familia --guixolenca-- también por negocios relacionados con el corcho. Margarita Wirsing cursó sus estudios el bachillerato en el Instituto General Técnico de Girona (1922-1928) y la carrera de Física y Química en la Universidad de Barcelona entre 1928 y 1933.Su título de licenciatura lleva la fecha del 26 de julio de 1933. En febrero de 1934, con sólo veintidós años, empezó a trabajar como profesora de matemáticas interina en el Colegio Subvencionado de Segunda Enseñanza de Sant Feliu. Tres meses después fue nombrada secretaria de ese centro docente por el Ministerio de Instrucción Pública.
En agosto de 1936 fue elegida comisaría directora del instituto guixolenc de Segundo Enseñanza por encargo del alcalde Francisco Campà. Durante la guerra civil participó en la organización de actos en favor del Ejército Popular y se manifestó en favor de la libertad de los pueblos. Posteriormente fue represaliada por el régimen franquista y sufrió dos consejos de guerra que la inhabilitaron durante dos años para la enseñanza, ya fuera pública o privada.No fue hasta finales de la década de 1940 que pudo reanudar su labor educativa en una academia privada. Sin embargo, en 1942 ingresó como colegiada del Colegio de Doctores y Licenciados, con el número 1009.
Fue impulsora del instituto de Estudios Guixolencs (1952) y redactora de la revista Àncora,de la que fue directora de 1961 hasta 1972, cuando se trasladó a Barcelona por motivos laborales. Ancla se mantenía gracias al esfuerzo de un puñado de personas que contribuían desinteresadamente, a veces incluso aportando dinero. Se reunían semanalmente en casa de Margarita Wirsing y tenían el almacén en casa de otro miembro del equipo de redacción, Lluís Palahí.Esta revista instituyó un premio literario de poesía marinera que lleva su nombre.En Barcelona ejerció de profesora en el Colegio SIL, y en los institutos Infanta Isabel de Aragón y Narcís Monturiol.
Organizó clases nocturnas para mujeres obreras y escribió muchos artículos y notas con el seudónimo L. de Andraitx a varios medios,entre los cuales se encuentra el Diario de Barcelona.
Estaba casada con Joan Albertí Salip, quien, como la familia de ella, también se dedicaba a la industria del corcho.
Margarita Wirsing falleció a los 83 años, el 3 de enero de 1995. Era ya viuda y tenía tres hijos (Maria Mercè, Freddy y Margarita), y nietos y bisnietos. Pocos días antes de su muerte todavía pudo ver publicado un libro suyo dedicado a las personas que amaba y que tituló Volves, crónica de un año (1993-1994).

## Reconocimientos
El 3 de abril de 1965 se le concedió el título de Colegiada de mérito del Colegio de Doctores y Licenciados. Este título quiere destacar a colegiados que han destacado por su labor docente y de difusión de la cultura y con una larga trayectoria dentro del Colegio.
En 1993, la Asociación Turística Guixolenca (ATG) le otorgó la III Puerta Ferrada de Oro, en reconocimiento a su continuada dedicación en pro de la cultura y el turismo de la ciudad de Sant Feliu.
En 2012, la ciudad de Barcelona le dedicó un jardín ben el distrito de Les Corts.También lleva su nombre una calle de Sant Feliu de Guixols que va de la carretera de Sant Pol a la calle de Trafalgar.